# Bill Hudson

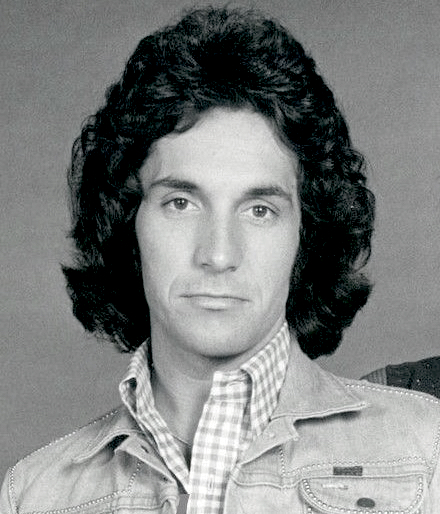
Bill em 1974

William Louis Hudson Jr. (Portland, 17 de outubro de 1949), mais conhecido como Bill Hudson, é um ator e compositor norte-americano. É conhecido por ter sido membro da banda The Hudson Brothers.

## Primeiros Anos
Nascido em Portland, é o mais velho de três irmãos (Brett Hudson e Mark Hudson).
A sua mãe, Eleanor, é ítalo-americana, enquanto o seu pai, William, abandonou a família quando Bill tinha apenas seis anos.

## Carreira
Enquanto ator, Hudson apareceu no filme Big Shots (1987),  bem como em três episódios do programa de televisão Doogie Howser, M.D., entre 1989 e 1992.
Hudson lançou, em sua memória, Two Versions: The Other Side of Fame and Family, em dezembro de 2011.

## Vida Pessoal
Entre 1976 e 1979 foi casado com a atriz Goldie Hawn com quem teve dois filhos: Oliver Hudson e Kate Hudson.
Em 1982 casou com a atriz Cindy Williams, união que terminou em 2000 e da qual nasceram Emily Hudson, em 1982, e Zachary Hudson, em 1986.